# Xã St. Clair, Quận St. Clair, Illinois
Xã St. Clair (tiếng Anh: St. Clair Township) là một xã thuộc quận St. Clair, tiểu bang Illinois, Hoa Kỳ. Năm 2010, dân số của xã này là 35.498 người.